# Konstantin VIII.
Konstantin VIII. (grško Κωνσταντῖνος Η΄ [Kōnstantinos  VIII]) je bil cesar Bizantinskega cesarstva, ki je vladal od 15. decembra 1025 do smrti leta 1028, * 960, † 11. november 1028.
Bil je sin cesarja Romana II. in Teofane in mlajši brat cesarja Bazilija II., ki je umrl brez otrok in zato prestol prepustil njemu.

## Življenjepis
Konstantin je kljub temu, da ga je oče že leta 962 kronal za svojega socesarja, kar 63 let od 68 let življenja preživel v senci drugih cesarjev – Romana II.,  Nikiforja II. Fokasa, Ivana I. Cimiska in Bazilija II.. Ves čas, tudi med vladavino starejšega brata, je bil popolnoma zadovoljen s svojim položajem in privilegiji in dejstvom, da se mu ni bilo treba ukvarjati z državnimi zadevami. Enkrat samkrat se je udeležil bratovega pohoda proti upornim plemičem in bil leta 989 posrednik med Bazilijem II. in Bardom Sklerom, sicer pa je užival v veselju in zabavi, prireditvah na konstantinopelskem hipodromu ter jezdenjem in lovom. 

## Vladanje
Ko je Bazilij II. 15. decembra 1025 umrl, je Konstatin končno postal samostojen cesar. Vladal je manj kot tri leta in 11. novembra 1028 umrl. 
Bil je visok in privlačen in pravo nasprotje svojega predhodnika Bazilija II., ki je bil majhen  in čokat. Bil je izvrsten jezdec. Ko je postal cesar, je zaradi kroničnega protina težko hodil. Njegova vladavina je bila zaradi pomanjkanja poguma in politične iznajdljivosti katastrofalna. Na vsak izziv je reagiral z  impulzivno krutostjo, preganjanjem plemstva in baje z ukazi za usmrtitve in pohabljenje več sto  nedolžnih ljudi. Sicer pa je počenjal stvari, ki jih je počel dotlej – lovil, veseljačil in užival življenje in se, če se je le dalo, izogibal državniškim poslom. Pri imenovanju državnih uradnikov se ni izkazal.  Zemljiška zakonodaja, ki jo je uvedel njegov predhodnik Bazilij II., da bi zmanjšal moč maloazijske zemljiške aristokracije (dynatoi),  se je pod njihovim pritiskom v nekaj mesecih sesula.

## Nasledstvo
Konstantin je umrl brez moških potomcev. Cesarstvo je zato prešlo na njegovo hčerko Zojo in njenega moža Romana III. Argirja.

## Vira
- Mihael Psel. Chronographia.
- The Oxford Dictionary of Byzantium. Oxford University Press, 1991.

| Konstantin VIII. Makedonska dinastijaRojen: 960 Umrl: 15. november 1028 | |                                    |
| Vladarski nazivi                                                        | |                                    |
| Predhodnik: Bazilij II.                                                 | Cesar Bizantinskega cesarstva 962–1028 z Romanom II. (962-963), Nikiforjem II. Fokasom (963–969), Ivanom I. Cimiskom (969–976), Bazilijem II. (962-1025) | Naslednik: Zoa in Roman III. Argir |